# (248) Làmia
(248) Lameia és un asteroide pertanyent al cinturó d'asteroides descobert el 5 de juny de 1885 per Johann Palisa des de l'observatori de Viena, Àustria.
Està nomenat per Làmia, un personatge de la mitologia grega.